# Opel Commodore
Opel Commodore — большие автомобили компании Opel с шестью цилиндрами, которые выпускались в течение трёх поколений с начала 1967 года до 1986 года.

## Opel Commodore A (1967—1971)
Opel Commodore A производился с 1967 по 1971 год на базе модели Rekord C. Commodore A был доступен с двигателями объёмом 2,2 литра и 2,5 литра.

## Opel Commodore C (1978—1986)
В марте 1978 года появился модернизированный Опель Коммодор С (Commodore — Командующий), базировавшийся на основе Опель Рекорд Е.
В этой версии Коммодор, в ряду кузовов, появился универсал — Опель Коммодор Вояж. Этот универсал отличался тем, что имел переднюю часть точно такую же как у модели Сенатор, но задняя часть была совершенно новой. Таких моделей было выпущено всего 3439 шт. и стоили они более 20 тыс. марок (примерно 20.085DM), обычных седанов моделей Berlina и De Lux за годы производства было выпущено 9457шт.(из них 1134 модификации Berlina и 8323 De Lux) Предлагался только один 2.5 литровый шестицилиндровый мотор, мощностью 115 л. с. (при 5200 об.), объёмом 2490 см³. Максимальная скорость с таким мотором — около 175 км/ч. Опель Коммодор С выпускался с марта 1978 года по август 1981 года, после чего было принято решение о сворачивании выпуска автомобилей этой марки. Opel Commodore С Voyage Однако ещё год выпускались отдельные партии на базе кузовов, в которые вставляли не только карбюраторный, но и инжекторный моновпрысковый мотор (130 л. с./5600). Такие седаны оснащались широким задним спойлером, литыми дисками и даже автоматической коробкой передач. В 1982 году с конвейера в Рюссельсхайме сошёл последний Коммодор, далее в Европе его полностью вытеснили модели Сенатор и Рекорд в версии Berlina, в серийное оснащение входили гидроусилитель руля, противотуманки и спец. молдинги по кругу.
Габариты 4705 х 1722×1410 мм.(седан) и 4562 х 1722×1470 мм. (караван).  
С 1982 по 1986 год производство модернизированной модели с индексом C2 продолжалось в Южной Африке. Версия С2 сочетала в себе кузов Рекорда E2 и переднюю часть Сенатора/Монцы А2.